# Aéroport de Newman
L'aéroport de Newman est un aéroport en Australie-Occidentale, en Australie.